# Операциональное определение
Операциональное определение (англ. operational definition) или рабочее определение — описание явления (переменной, термина, объекта и т. д.) в терминах операций (процесса), которые необходимо произвести для подтверждения наличия явления, измерения его продолжительности и величины. Операциональное определение противопоставляется теоретическому, или концептуальному определению (которое, как правило, даётся в словарях и малопригодно при проведении практических исследований и измерений) и является результатом процесса операционализации явления. Степень соответствия операционного определения концептуальному называется валидностью (обоснованностью, англ. validity) операционализации.